# Matyáš Bernard Braun
Matyáš Bernard Braun (německy Matthias Bernhard Braun; 24. února 1684, Sautens – 15. února 1738, Praha – Nové Město) byl rakouský sochař a řezbář působící převážně v Čechách. Je zařazován mezi nejvýznamnější představitele českého vrcholně barokního sochařství.

## Život
Narodil se v Sautensu v Tyrolsku jako páté dítě kováře a sedláka Jakuba Brauna a jeho ženy Magdalény, rozené Neureutrové. Rodina Braunů byla všeobecně výtvarně nadaná. O čtyři roky mladší Matyášův bratr Dominik byl malířem a Matyášův synovec Antonín sochařem.  Mladému Matyášovi v Tyrolsku patrně nemohla uniknout působivá sochařská a malířská výzdoba cisterciáckého kláštera ve Stamsu, která je spojena se jmény řezbáře Andrease Thamasche a s malíři bratry Schorovými. Pro klášterní kostel Thamasch vytvořil nadživotní skupinu Kalvárie a 12 soch pro hrobku tyrolských vévodů, čímž se zapsal do popředí rakouské plastiky raného baroka. Bonaventura Schor zde pak vymaloval cyklus lunetových maleb z legendy sv. Bernarda. To neušlo pozornosti mladého Matyáše, který z úcty ke klášteru dodatečně připojil jméno tohoto světce ke svému křestnímu. Sochařskému umění se učil v Salcburku. Ve 14 letech cestoval po Itálii, kde navštívil mj. Benátky, Bolognu a Řím. Jeho práce nesou od té doby stopy benátské sochařské školy 17. století a jsou ovlivněny také díly Gian Lorenza Berniniho či Michelangela Buonarrotiho. 

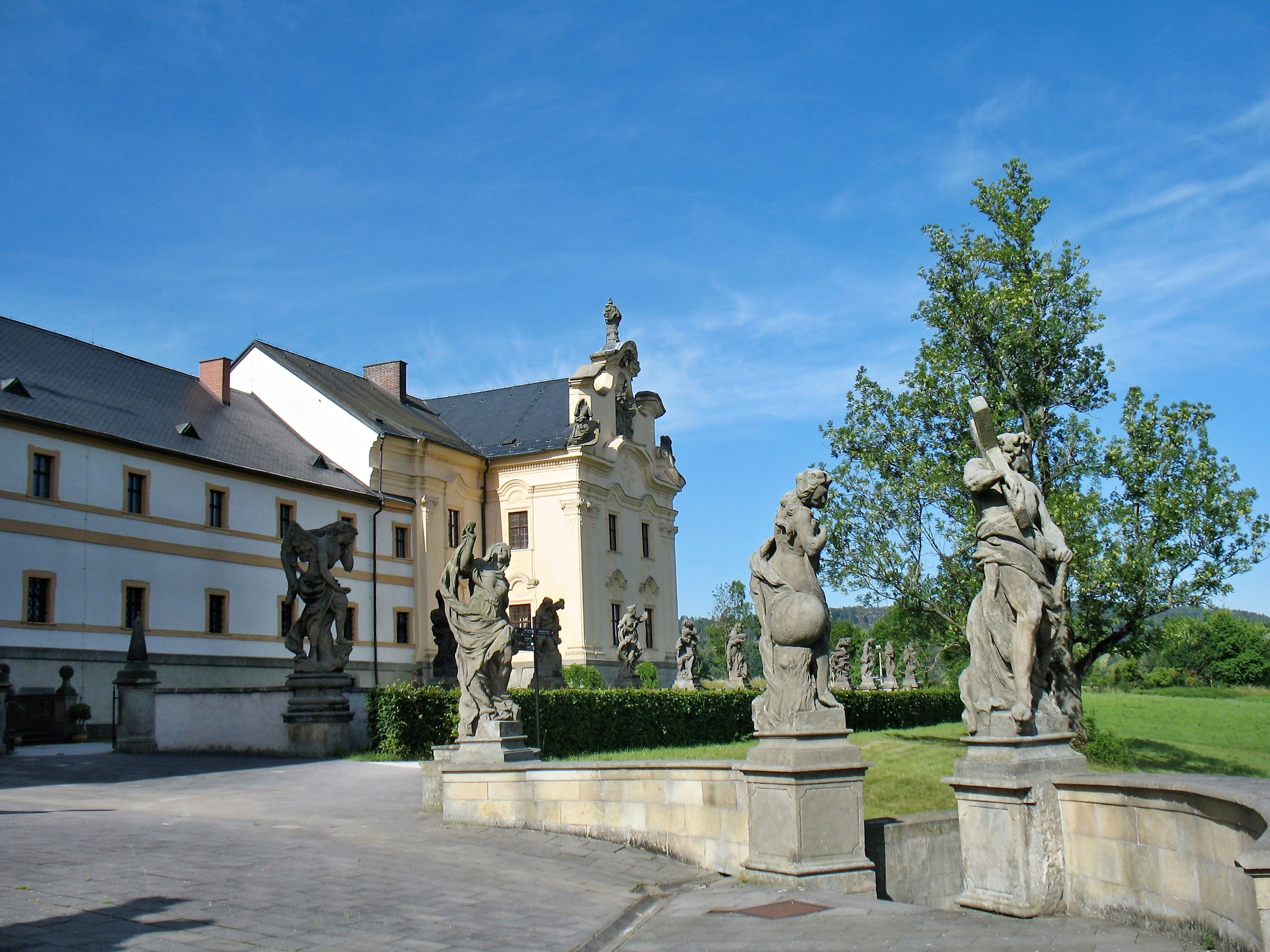
Kopie soch Cností a Neřestí na terase hospitálu v Kuksu

Po návratu z Itálie již nenašel ve Stamsu uplatnění a přes Drážďany se kolem roku 1708 dostal do Prahy. Okolnosti Braunova příchodu do Čech nejsou spolehlivě doloženy. Uvádí se, že se o něj zasadil hrabě František Antonín Špork nebo ho na doporučení stamského cisterciáckého kláštera pozval Evžen Tyttl, opat kláštera v Plasech.

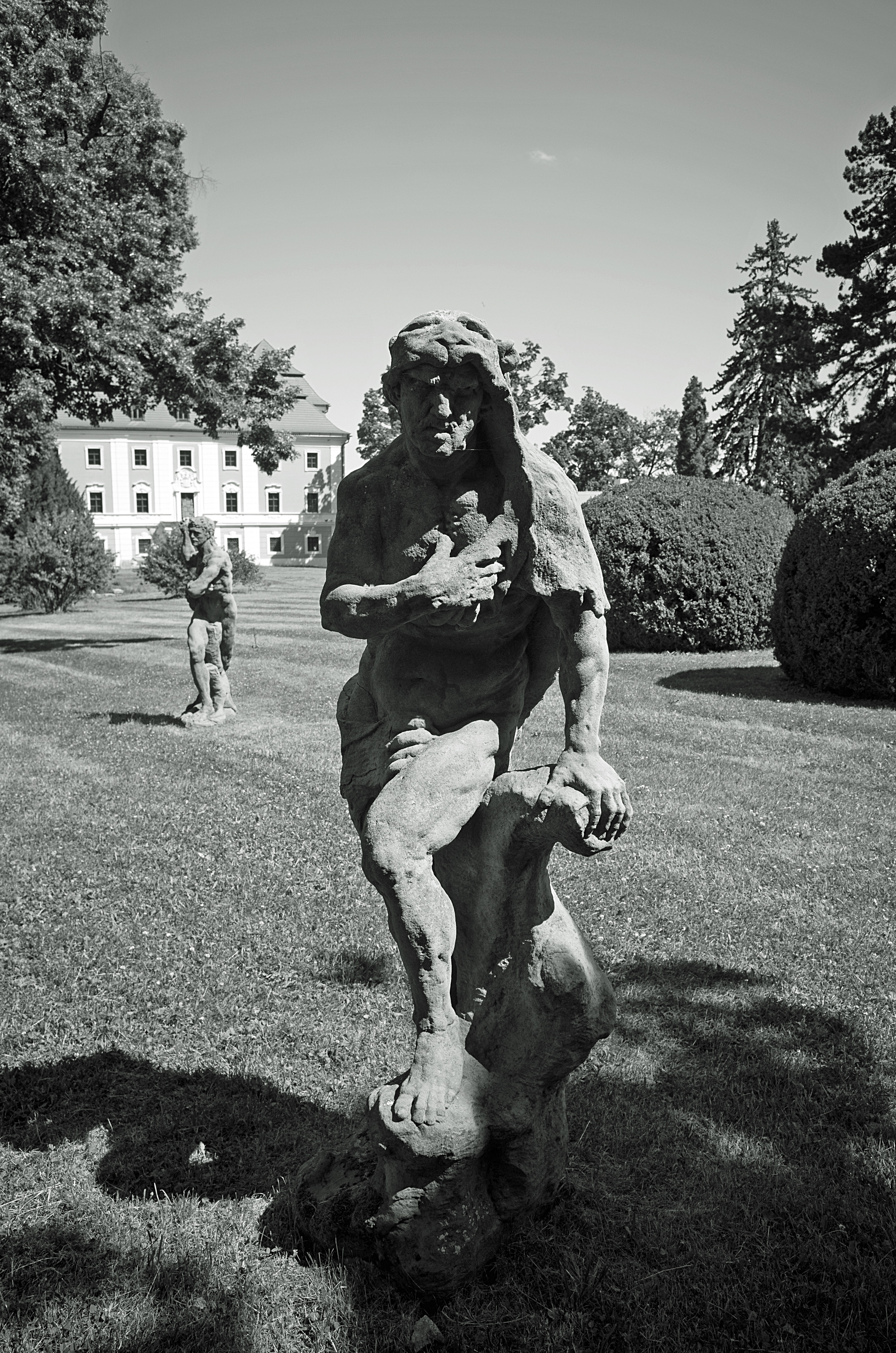
Jedna ze soch Matyáše Bernarda Brauna v zámeckém parku ve Valči.

V Praze založil vlastní dílnu. Do pražského sochařského cechu vstoupil mistrovským dílem sousoší snu slepé cisterciačky sv. Luitgardy na Karlově mostě z roku 1710 na zakázku plaského opata Evžena Tyttla.  Zejména díky tomuto dílu získal v Čechách značnou popularitu a velké množství zakázek. Braun požádal o udělení měšťanského práva a zakoupil dům na Dobytčím trhu. V Praze brzy zdomácněl, oženil se a spolupracoval s mnoha dalšími umělci (malíř Jan Kryštof Liška, architekt a stavitel František Maxmilian Kaňka a Jan Bernard Fischer z Erlachu).
Během následujících patnácti let se z jeho dílny stala největší sochařská dílna v Praze s největšími zisky a šesti tovaryši. Podílel se na sochařské výzdobě mnoha budov a zahrad.
Jeho významným mecenášem byl hrabě František Antonín Špork, pro něhož vytvořil jak proslulé skulptury Ctností a Neřestí před špitálem v Kuksu, tak také skulptury v přilehlém přírodním areálu zvaném Betlém. Za pobytu v Kuksu se Braun seznámil s Marií Alžbětou Miseliusovou, kterou si v říjnu 1719 vzal za manželku. Na Šporkových sídlech v Kuksu a v Lysé nad Labem byl Braun častým hostem a získal tam mnoho užitečných kontaktů pro své další zakázky v různých místech Čech.
Braun ovšem onemocněl souchotinami, a tak po roce 1730 vlastní těžkou sochařskou práci vykonávali jeho zaměstnanci, zatímco on se soustředil na tvorbu modelů a návrhů. Na mnoha sochách již není možné přesně určit Braunův osobní podíl. Zemřel ve svém domě U kamenného stolu 15. února 1738 ve věku 54 let. Z jeho pěti dětí se žádné nevěnovalo sochařství. Dílnu převzal jeho synovec Antonín, ale po jeho smrti o čtyři roky později definitivně zanikla.

## Dílo

### Dílo pro hraběte Šporka na panství Choustníkovo Hradiště
Kuks, výzdoba areálu lázní a hospitalu s hrobkou, autorská i dílenská práce
- sochy 40 trpaslíků, dvě sousoší medvěda se psem a býkem s gryfem (1712–1713) a dva obelisky se sochami Pravdy a Spravedlnosti na lázeňském závodišti (před 1715) – dílna, příp. sporné autorství, (zachováno pouze torzo 6 trpaslíků umístěných v lapidáriu, obelisky jsou ve špitální zahradě)
- sochy Blahoslavenství na terase před kostelem (1712–1715) – 8 soch, dílna
- sochy Anděla blažené smrti, Anděla žalostné smrti (1715) a Náboženství (1719) na terase před kostelem (sochy jsou nahrazeny kopiemi a umístěny v lapidáriu hospitalu)
- sochy Ctností a Neřestí před severním průčelím (1718–1719) – 23 soch, dílna podle Braunových modelů s výrazným autorským podílem, (24. socha je dílem Bernarda O. Seelinga z r. 1884, ostatní sochy jsou nahrazeny kopiemi a umístěny v lapidáriu hospitalu)
- socha Malého křesťanského bojovníka na nádvoří hospitalu (1731), dílna
- socha Velkého křesťanského bojovníka (Miles Christianus) uprostřed zahrady hospitalu (1732), dílna (původně stála na hranici panství nad Žirčí)
- socha Herkomanna (1720) přetesaná roku 1729 na Goliáše a doplněná sochou Davida, dílna
- řezba krucifixu v hrobce Šporků a Swéertsů pod kostelem (před 1725)

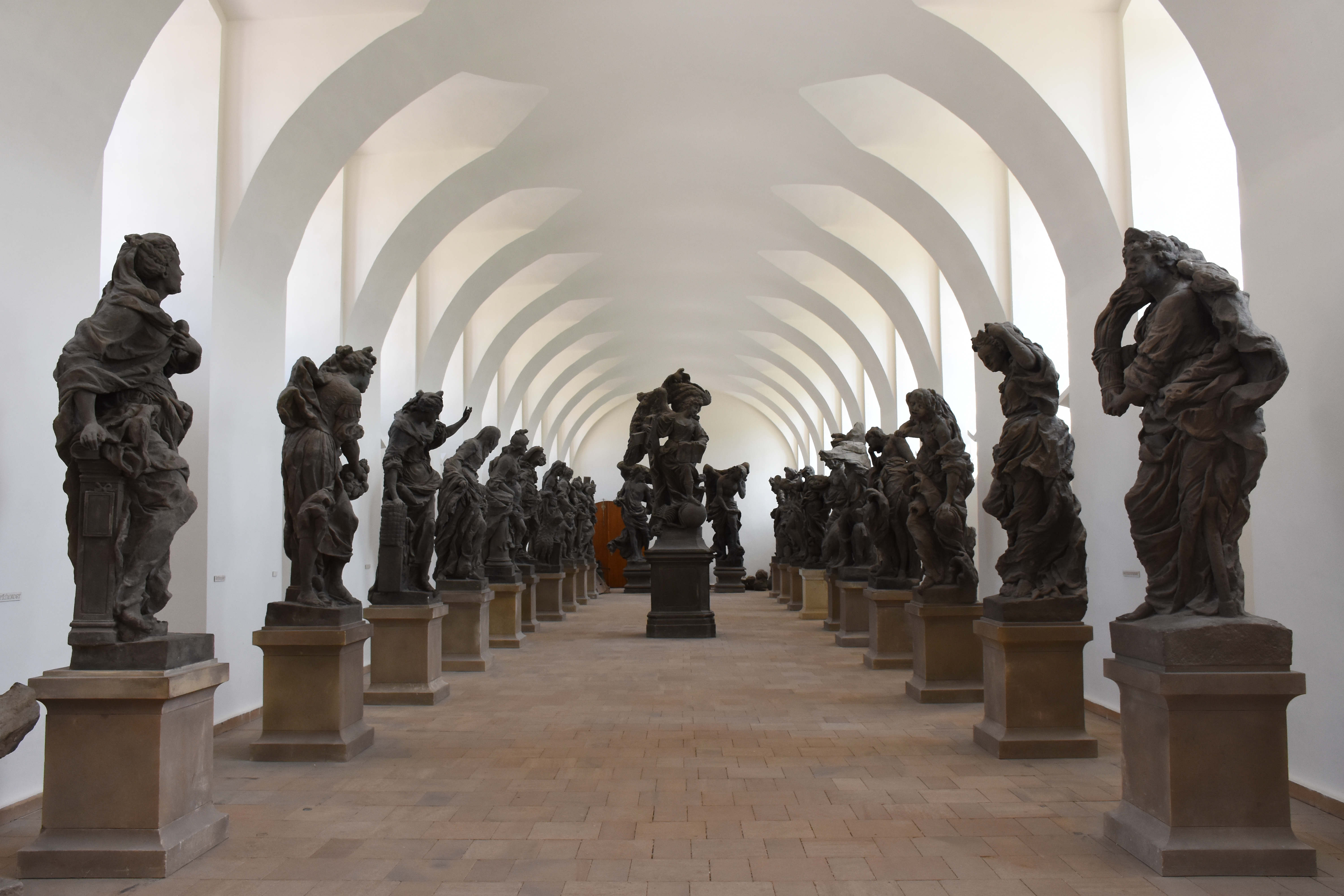
Originály soch Cností a Neřestí v lapidáriu hospitálu v Kuksu

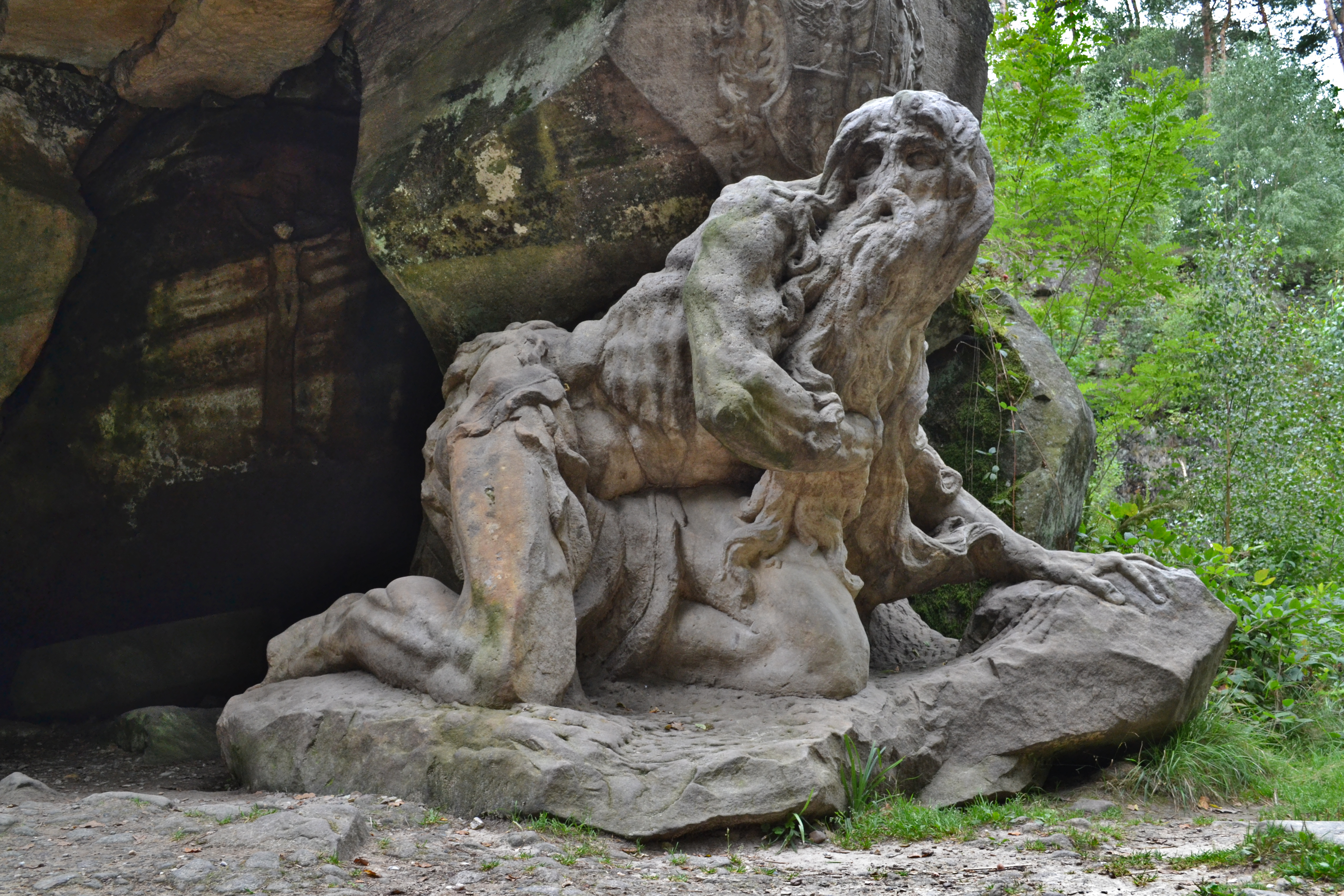
Socha poustevníka Juana Garina v areálu Betléma u Kuksu

Betlém, areál Nového lesa, autorská i dílenská práce
- reliéf Stigmatizace sv. Františka z Assisi (1721)
- reliéf Vidění sv. Huberta (před 1724)
- reliéfy Klanění pastýřů a Příchod Tří králů (před 1727, 1731–1732), (anděl Gloria z původní kompozice přenesen do zahrady hospitalu)
- řezby Krista pokoušeného ďáblem a ukřižovaného Krista (1725)
- sousoší Jákobovy studny (1726–1728)
- socha poustevníka Juana Garina se psem před jeskyní (1726)
- socha poustevníka Onufria (1726)
- socha kající se sv. Máří Magdaleny (před 1726)
- socha ležícího sv. Jana Křtitele s ovečkou (1726)
- řezba sv. Antonína z poustevny (kol. 1727), díla-Řehoř Thény (původně v poustevně v lese u Kohoutova, v majetku Městského muzea v Jaroměři, vystavena v Muzeu barokních soch v Chrudimi)
- socha sv. Jeronýma se lvem (před 1729), (socha umístěna v Muzeu barokních soch v Chrudimi)
- socha Madony s Ježíškem v Hubertově údolí (1731), (přenesena roku 1742 do Velké Bukoviny)
- socha Hagar na poušti (1732), (dochována v torzu, přenesena do hospitalu)

Čihadla

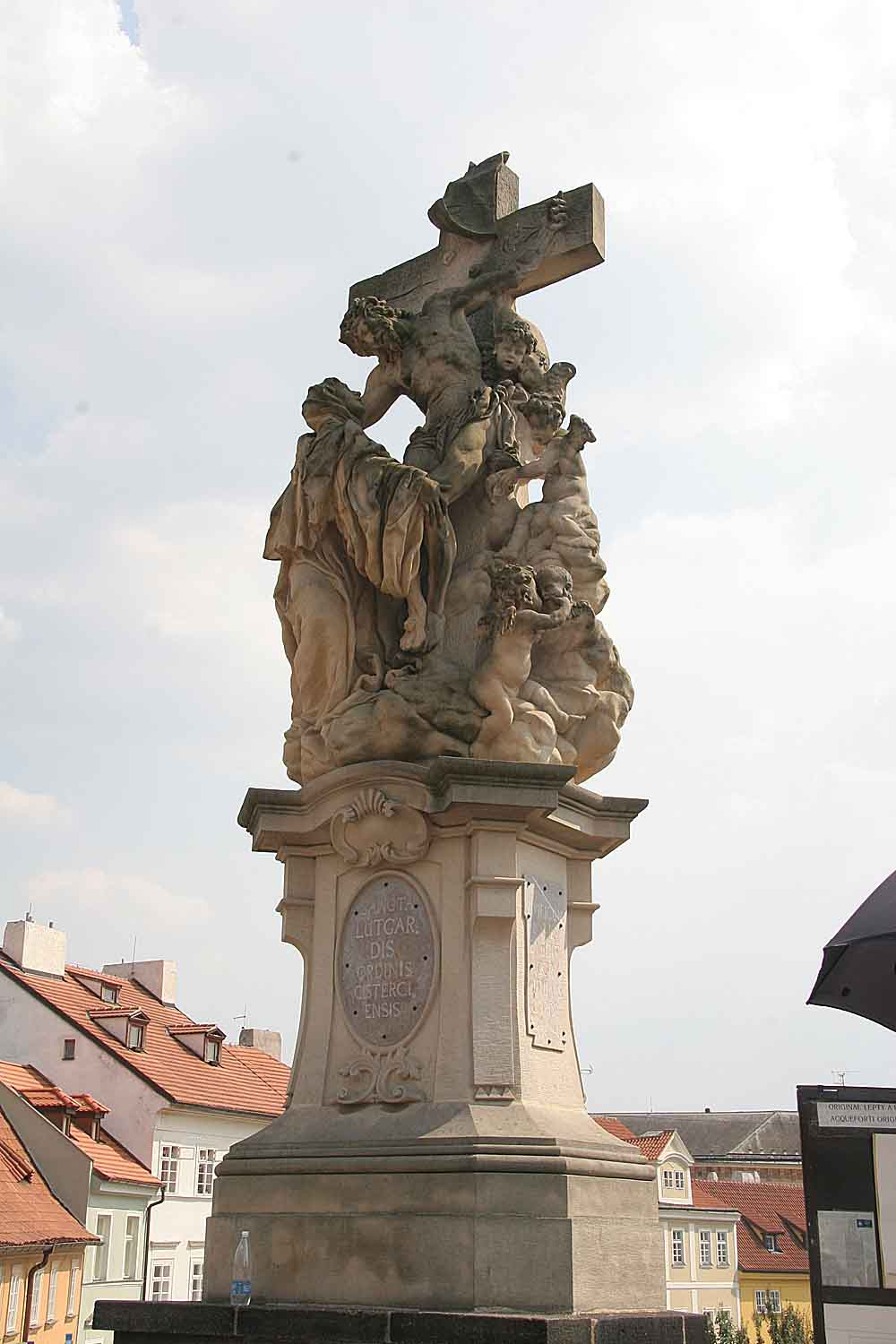
Karlův most v Praze: kopie Braunova Snu svaté Luitgardy. Originál sochy je uložený v Lapidáriu Národního muzea na pražském Výstavišti

- eremitáž (poustevna) sv. Jeronýma – socha sv. Jeronýma a dvou andělů (1716–1717), (po zrušení poustevny byla socha sv. Jeronýma přemístěna na pilíř ohradní zdi kostela v Lysé nad Labem a sochy andělů ke kapli sv. Simeona, a v současnosti jsou zapůjčeny do expozice Národní Galerie v Praze)
- eremitáž (poustevna) sv. Máří Magdaleny – socha sv. Máří Magdaleny na skalnatém pilíři (kol. 1717), (po zrušení poustevny byla přemístěna k zámku Bon Repos)
- kaple sv. Simeona Stylity – dvojice lebek na pilířích před kaplí (1723), dílna, (pozn.: lebky byly odcizeny v 90. letech 20. stol.)

Stanovice – sousoší Nejsvětější Trojice (1720), dílna

### Významné soubory u panských sídel
Citoliby
- zámecký kostel sv. Jakuba – sochařská výzdoba hlavního oltáře (1718–1719), sochy bočních oltářů (kol. 1733)
- sochařská výzdoba zámeckého areálu (1718–1719), dílna, (na začátku 20. století byl zbytek dochovaných soch převezen do zahrady rakouského zámku Neuwaldegg)
- alegorické sochy Mládí (Víra) a Stáří (Chronos) na pilířích původní brány ohrazení kostela (kol. 1725), dílna (originály soch jsou umístěny v lapidáriu v kostele sv. Petra v Lounech)
- sloup Nejsvětější Trojice (1725)

Duchcov
- zámecký kostel Zvěstování Panny Marie – řezbářská výzdoba hlavního oltáře (1719–1720), (hlavní oltář byl i s ostatním vybavením zničen při požáru roku 1945)
- panský špitál – sochy čtyř ctností na atice (před 1728), (po zboření špitálu byly umístěny do nového pavilonu s Reinerovou freskou v parku)
- zámecká zahrada – socha Niké(Fortuny), sousoší Únos Óreithýie Boreem v nice schodiště, sochařská výzdoba brány čestného dvora (1728–1731), dílna, další mytologické sochy v parku (1736–1737), dílna-Antonín Braun

Valeč
- Sloup Nejsvětější Trojice (1728 - 1728, vysvěcen 1730). Sloup. navržený architektem Františkem Maxmiliánem Kaňkou, byl vytvořen v dílně Matyáše Bernarda Brauna. Spodní část sloupu zdobí plastiky zemských patronů sv. Ludmily, sv. Vojtěch a sv. Prokopa; ve střední části je Panna Marie, sv. Vít, sv. Václav a sv. Jan Nepomucký. Nejvyšší část sloupu představuje Svatou Trojici, tedy Otce – Boha, syna Ježíše Krista a Ducha svatého, který je znázorněn holubicí.[5]

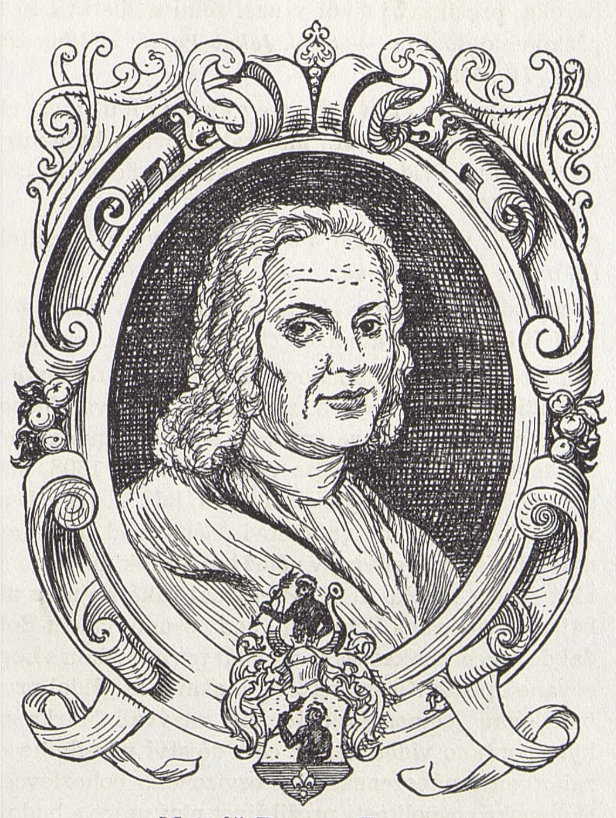
Matyáš Bernard Braun (kresba J. L. Pomíjela, cca 1940)

- Matyáš Bernard Braun (kresba J. L. Pomíjela, cca 1940)Zámecký park - Zámecký areál zdobily sochy z dílny Matyáše Bernarda Brauna a jeho synovce Antonína představující alegorie lidských vlastností a postavy z řecké mytologie (po 1735) a dále pomník Františka Antonína Šporka (po 1733). Doplňovaly je desítky terakotových soch a honosná zahradní architektura. Aktuálně je většina soch v parku nahrazena kopiemi. Originály 28 Braunových soch byly po ničivém požáru v roce 1976 přemístěny do lapidária kláštera v Kladrubech. Nyní jsou prezentovány ve valečském lapidáriu v objektu bývalé kovárny. Expozice je unikátně scénicky nasvícena a ozvučena.[5] Jedná se o jeden z největších souborů Matyáše Bernarda Brauna inspirovaný areálem v Kuksu. Mytologické postavy: Polyhymnia, Olympos, Meleagros a Atalanta, Perseus a Andromeda, Afrodita, Silénos, Dionýsos, Satyr, Áres, Dídó (alegorie zoufalství), Básnictví, David (alegorie síly), Chronos a Selené (Alegorie noci), Chronos a Éós (Alegorie dne), Herkules, Hermés a Afrodita, Deméter, Dionýsos a Persefona, Atys a Ia, Pan, Obětování Ifigenie, Filozofie. Pomník: Apoteóza hraběte Šporka. Alegorie vlastností: Závist, Skromnost, Marnivost, Lstivost, Věrnost.

Lysá nad Labem
- zámecká zahrada – alegorické sochy ročních dob, měsíců, světadílů, živlů a denních dob (1734–1735), vytvořil sochař František Adámek z Benátek nebo Jan Dlouhý–Lang podle Braunových modelů
- kostel sv. Jana Křtitele, ohradní zeď – sochy sv. Jeronýma (kol. 1718), (viz poustevna na Čihadlech), Archanděla Gabriela (kol. 1730), dílna, sv. Františka Serafinského (kol. 1730), sv. Řehoře (kol. 1735), sv. Augustina (kol. 1740) - František Adámek podle Braunova modelu

### Mariánské a Trojiční sloupy
- Teplice – morový sloup Nejsvětější Trojice (1718–1719), autorská i dílenská práce
- Liberec – Mariánský sloup (1719–1720), dílna (původně součást kašny na Sokolovském nám.)
- Jaroměř – Mariánský morový sloup (1722–1727), dílna-Řehoř Thény a další (sochařská výzdoba nahrazena kopiemi a originály uloženy v lapidáriu v pevnosti v Josefově)

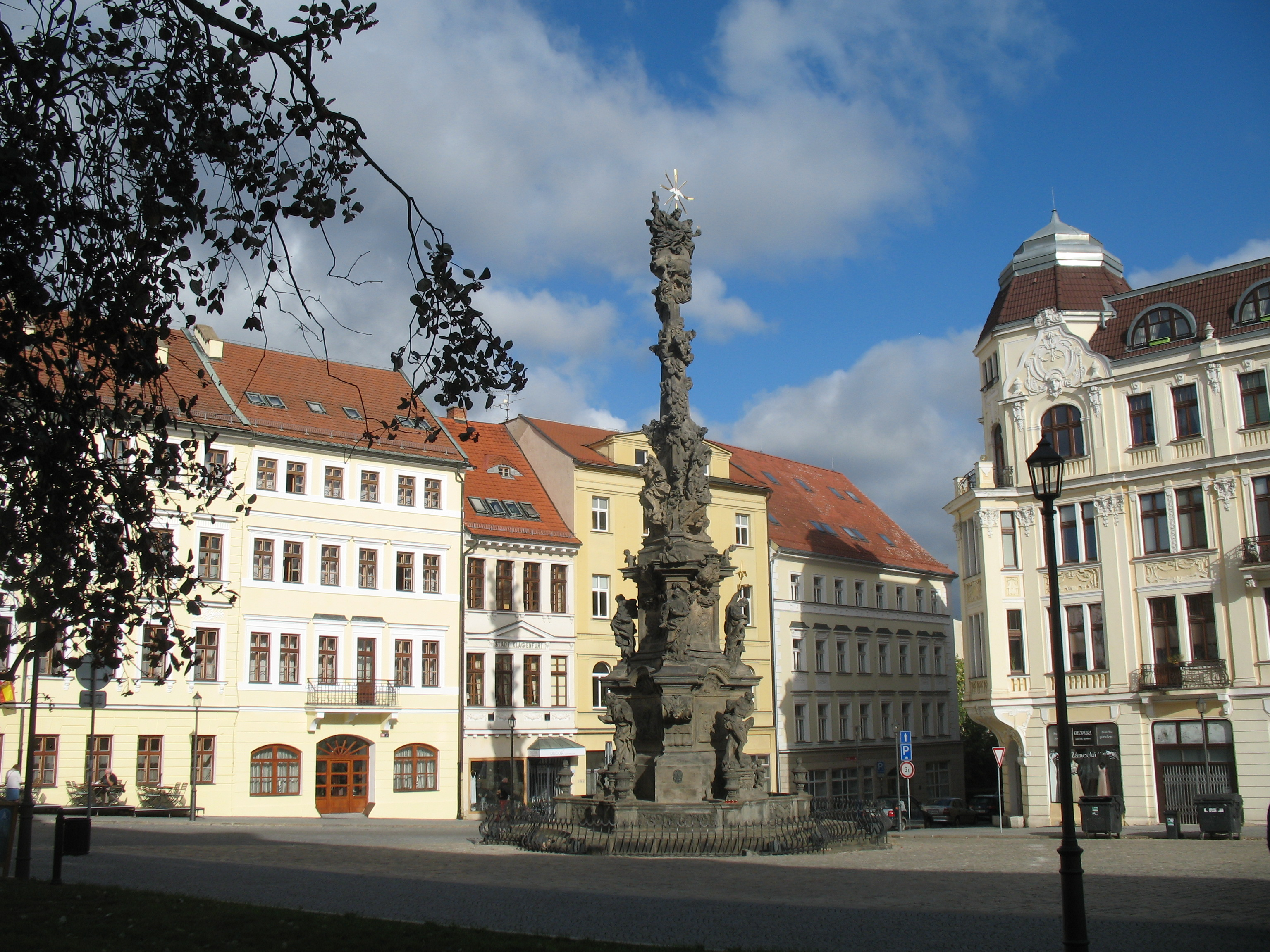
Morový sloup na Zámeckém náměstí v Teplicích

### Výzdoby kostelů
- Stará Boleslav, kostel Nanebevzetí Panny Marie – řezbářská výzdoba hlavního oltáře (1719–1721)
- Úštěk, kostel sv. Petra a Pavla – řezby dvou adorujících andělů (před 1720), (zapůjčeno do Severočeské galerie výtvarného umění v Litoměřicích, pochází pravděpodobně z kostela sv. Klimenta v Praze)
- Štolmíř, kostel sv. Havla – řezba sv. Jana Nepomuckého (asi 1721), (darována z kostela sv. Klimenta v Praze, zapůjčena do Národní Galerie v Praze)
- Litomyšl, kostel Nalezení sv. Kříže – sochařská výzdoba exteriéru a řezby evangelistů v interiéru (1721– 1725), dílna
- Benešov, kostel sv. Mikuláše – řezbářská výzdoba hlavního oltáře a kazatelny (po 1725), dílna
- Kladruby, klášterní kostel Nanebevzetí Panny Marie, sv. Wolfganga a sv. Benedikta – řezbářská výzdoba hlavního oltáře, náhrobek Vladislava I., sochařská výzdoba stall (1726–1728), dílna-Řehoř Thény, (hlavní oltář navržen Janem B. Santinim)
- Libčany, kostel Nanebevzetí Panny Marie – sochařská výzdoba hlavního oltáře (kol. 1728), dílna-Antonín Braun, spodní část epitafu s poprsím Petra Straky z Nedabylic (po 1722), (horní část epitafu vytvořil kol. 1740 asi Jiří F. Pacák)
- Horky nad Jizerou, kostel sv. Mikuláše – řezbářská výzdoba hlavního oltáře, kazatelny a zpovědnice (mezi 1725–1729), řezbářská výzdoba bočních oltářů a sochařská výzdoba průčelí (kol. 1735), dílna (výzdoba interiéru je sejmuta a dvojice adorujících andělů z hlavního oltáře je zapůjčena do Severočeské galerie výtvarného umění v Litoměřicích)
- Sloup v Čechách, kaple sv. Jana Nepomuckého – sochařská výzdoba průčelí a interiéru (kol. 1739), dílna-Antonín Braun (výzdoba interiéru se nedochovala)

### Ostatní díla
- Budňany – socha sv. Šebestiána (1714)
- Most – sochy dvou kajícníků na pilířích brány hřbitova u děkanského kostela (kol 1719), dílna (po přesunutí kostela v 70. letech 20. století byly sochy umístěny do kostela sv. Ducha na bývalém předměstí)
- Stará Boleslav, kostel sv. Václava – pomník Zavraždění sv. Václava (1729), socha českého lva u ohradní zdi (kol. 1729), dílna
- Plasy, cisterciácký klášter
  - řezba Kalvárie s Pannou Marii Bolestnou (kol. 1708), (pochází z klášterního kostela)
  - řezba Krista z krucifixu z letního refektáře (po 1720), (v majetku Národní galerie v Praze, vystaven ve Schwarzenberském paláci)
  - řezba Krucifixu ze zimního refektáře (kol. 1720), (v majetku Západočeského muzea v Plzni, vystaven v Diecézním muzeu)
  - řezba Zvěstování Panně Marii (1720–1725), (v majetku Západočeského muzea v Plzni, vystaven v Diecézním muzeu)
- Litomyšl – socha Koněvoda nad vchodem zámecké konírny (kol. 1725), dílna
- Jaroměř – náhrobek Anny Miseliusové na hřbitově (po 1721), (originál uložen v lapidáriu v pevnosti v Josefově)
- Laxenburg, zámek Franzensburg – mramorová socha císaře Karla VI. (1723), (socha vytvořena v Praze a později darována do budované galerie habsburských panovníku na zámku Franzensburg)
- Hlavenec – pomník císaře Karla VI. (1724–1725)
- Konopiště, zámek – sochařská výzdoba zámecké brány (1725), dílna
- Košetice, starý zámek – sochy na průčelí po stranách vikýře (po 1725), dílna
- Liběchov, zámek – sochařská výzdoba zahradního průčelí a zámecké zahrady (kol. 1733), dílna (na místě pouze část soch, ostatní jsou restaurovány a nahrazovány kopiemi)
- Hořovice, zámek – sochařská výzdoba brány čestného dvora a zahradní tzv. Sluneční brány (kol. 1735), dílna-Antonín Braun
- Sloup v Čechách, zámek – sochařská výzdoba průčelí a dvojice mytologických sousoší ve vestibulu (kol. 1736), dílna-Antonín Braun

### Díla pro Prahu

#### Sochy na Karlově mostě
- sousoší sv. Luitgardy, (1710), (na mostě sekaná kopie, originál v Lapidáriu Národního muzea)
- sousoší sv. Iva, (1711), (na mostě sekaná kopie, originál v Lapidáriu NM)
- socha sv. Ludmily s malým Václavem, (kol. 1729), dílna-Antonín Braun?, (do roku 1784 stála na nároží rampy Pražského hradu, na mostě sekaná kopie, originál v sálu Gorlice na Vyšehradě)

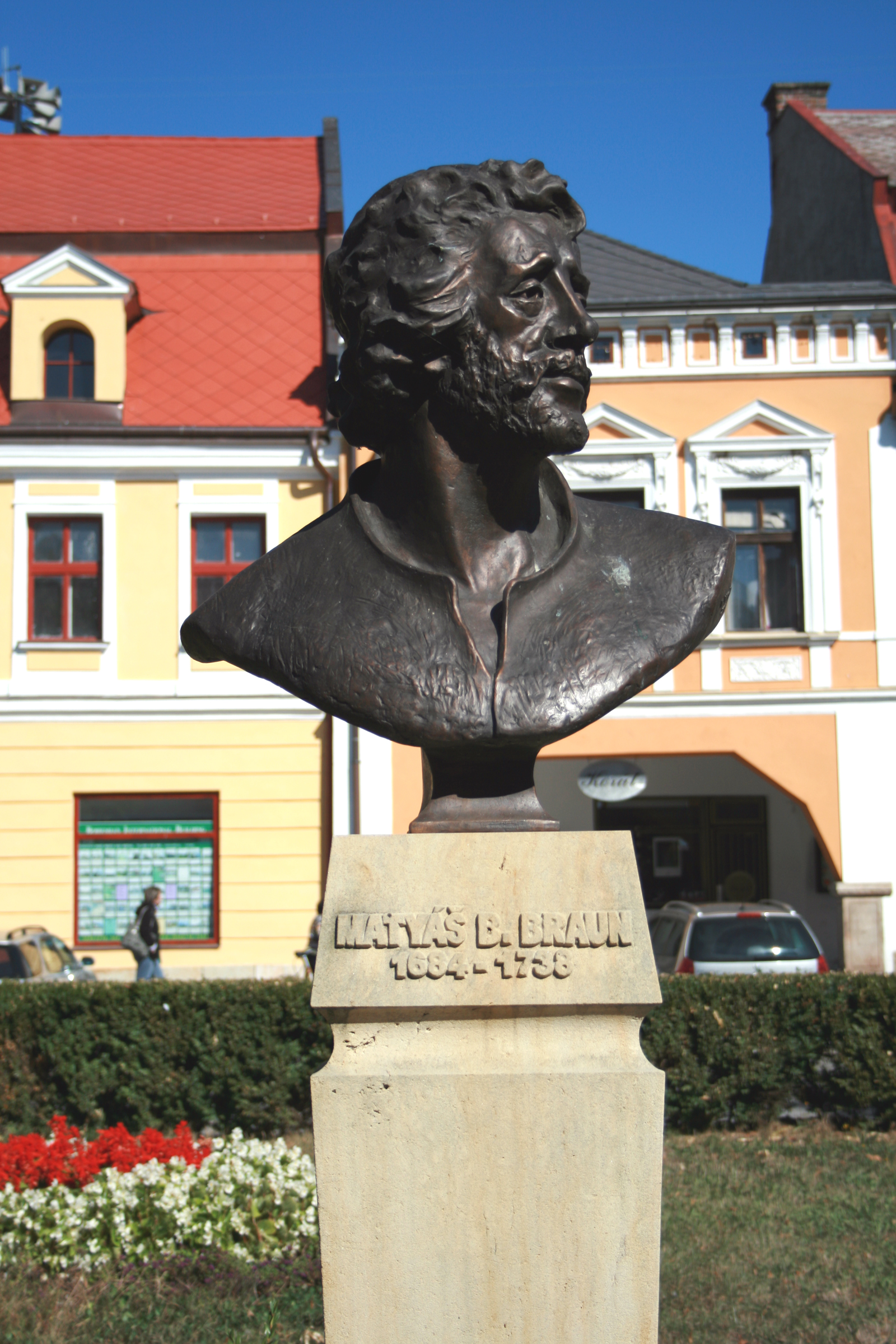
Busta M. B. Brauna
na náměstí v Jaroměři

#### Výzdoba paláců, domů a zahrad
- Clam-Gallasův palác – sochy antických božstev na atice, sochy atlantů na portálech s reliéfy Herkulových činů, socha Tritona na nádvoří (1714–1717), sochařská výzdoba hlavního schodiště (1729), dílna, (sochy na atice nahrazeny kopiemi, originály začleněny do Lapidária NM a vystaveny NG ve Schwarzenberském paláci)
- Klementinum – sochy sv. Jana Nepomuckého v jižním štítu a sv. Judy Tadeáše ve východním štítu (1721)
- Kolovratský palác (Thunovský palác) – sochařská výzdoba hlavního portálu (kol. 1724), mytologická sousoší ve vestibulu (kol. 1735), dílna-Antonín Braun
- Vrtbovská zahrada – soubor mytologických zahradních plastik a váz, výzdoba vstupní brány se sochou Atlanta (kol. 1725), dílna (většina soch je nahrazena kopiemi, originál Atlanta je v Lapidáriu NM, ostatní jsou v depozitáři Muzea hlavního města Prahy)
- Velkopřevorský palác – sochařská výzdoba hlavního portálu a slavnostního schodiště (po 1725), dílna
- Letohrádek Portheimka – alergické busty Dne a Noci (po 1728), dílna-Antonín Braun
- Královská zahrada – sochy českých lvů a vázy (1731), dvojice alegorických sousoší Dne a Noci (kol 1733), dílna-Antonín Braun, (sousoší Dne zničeno 1757 při pruském obléhání)
- Colloredo-Mansfeldský palác – socha Neptuna s delfínem na kašně (kol. 1734), dílna-Antonín Braun (pochází z kašny v Bubenečské oboře)
- Hartigovská zahrada – sochy antických božstev (kol. 1735), dílna-Antonín Braun, (pocházejí ze zahrady zámku Štiřín)
- Dům U Schönpflugů (Celetná 592/23) – socha Madony ve výklenku průčelí (kol. 1735), dílna-Antonín Braun
- Sixtův dům (Celetná 553/2) – sochy habsburských panovníků (1736), dílna-Antonín Braun
- Socha sv. Jana Nepomuckého s andělem a putti na průčelí domu Dlouhá 727/41 (konec 30. let), dílna, (zachovány pouze putti na portálu klasicistně upraveného domu)
- Michnův letohrádek – dvojice alegorických sousoší ročních dob (kol. 1737), dílna-Antonín Braun

#### Výzdoba kostelů
- Kostel svatého Klimenta v Klementinu – řezby evangelistů a církevních otců v nikách, řezbářská a sochařská výzdoba bočních oltářů, kazatelny a zpovědnic (1717–1721)
- Katedrála sv. Víta – náhrobek hraběte Leopolda Šlika a řezby dvou horníků před náhrobkem sv. Jana Nepomuckého (1723)
- Kostel sv. Mikuláše na Starém Městě – sochařská výzdoba průčelí a tamburu kopule v interiéru (1732–1735), dílna-Antonín Braun

### Národní Galerie
- řezba sv. Judy Tadeáše (kol. 1712), (pochází ze zaniklého souboru plastik z roku 1791 zbořeného kostela Panny Marie Na louži)
- řezba Krista na krucifixu (1728), (pochází ze zbořeného kostela sv. Barbory ve Valkeřicích)
- řezba Vidění sv. Luitgardy (kol. 1710), (pozlacená soška vznikla jako osobní dar opatovi plaského kláštera Eugena Tyttla)
- řezba Krista z krucifixu (po 1720), (pochází z letního refektáře kláštera v Plasích)
- sochy Juno a Ceres (1725– 1726), dílna-Dominik Braun (pochází z roku 1910 zbořeného domu M. Brauna na nároží Jungmannovy a Vodičkovy (čp. 730/2)
- stolní krucifix (kol. 1725)
- sochy Flory (alegorie Jara) a Bakcha (alegorie Podzimu) (před 1730), dílna, (sochy pocházejí snad z výzdoby vlastního nezachovaného letohrádku na Zderaze)
- sochařské modely: Kající se sv. Petr (1715–1720), sv. Zachariáš (po 1720–1730), sv. Jan Křtitel (1723–1724) – pro sloup v Jaroměři, Alegorie Víry (1715 – 1719) – pro sochu v Kuksu, Evangelista Lukáš (kol. 1721)[6] – pro řežbu v kostele v Litomyšli, Orel rozpínající křídla (po 1723) – pro portál Kolovratského paláce

### Nezachovaná díla
- Praha – řezbářská výzdoba kostela Panny Marie Na louži (kol. 1712), (zachována pouze socha sv. Judy Tadeáše v NG v Praze)
- Praha, Černínský palác – sochařská výzdoba schodiště se sousoším Merkura, Androniky a Kupida, rám zrcadla ve velké jídelně (1718–1719), dílna (sochařská výzdoba poškozena 1742 a zničena 1757 při pruském obléhání)
- Praha – sloup se sousoším Pádu kněžny Drahomíry do pekel u Černínského paláce (1728)
- Praha, kaple sv. Matouše na Hradčanech – sochařská výzdoba průčelí a řezby Kalvárie a Piety (kol. 1731), (kaple byla zbořena roku 1797)
- Praha, Královská zahrada – alegorické sousoší Dne (kol 1733), dílna-Antonín Braun, (sousoší zničeno 1757 při pruském obléhání)
- Praha, sochy z atiky Braunova domu v Řeznické ulici a sochařská výzdoba zbořeného Braunova letohrádku na ulici Dittrichova čp.340/II
- Kuks, Betlém – řezby Krista pokoušeného ďáblem a ukřižovaného Krista (1725)
- Duchcov, zámecký kostel Zvěstování Panny Marie – řezbářská výzdoba hlavního oltáře (1719–1720), (hlavní oltář byl i s ostatním vybavením zničen při požáru roku 1945)
- Lysá nad Labem – sousoší Pravda odhalována časem před špitálem, pozdějším hospodářským dvorem Karlov na území Byšiček (1721)
- Oškobrh, poutní kostel sv. Petra a Pavla – sochy sv. Petra a Pavla a řezbářská výzdoba hlavního oltáře (1736), dílna (kostel byl roku 1782 zrušen a utilitárně přestavěn)

## Galerie

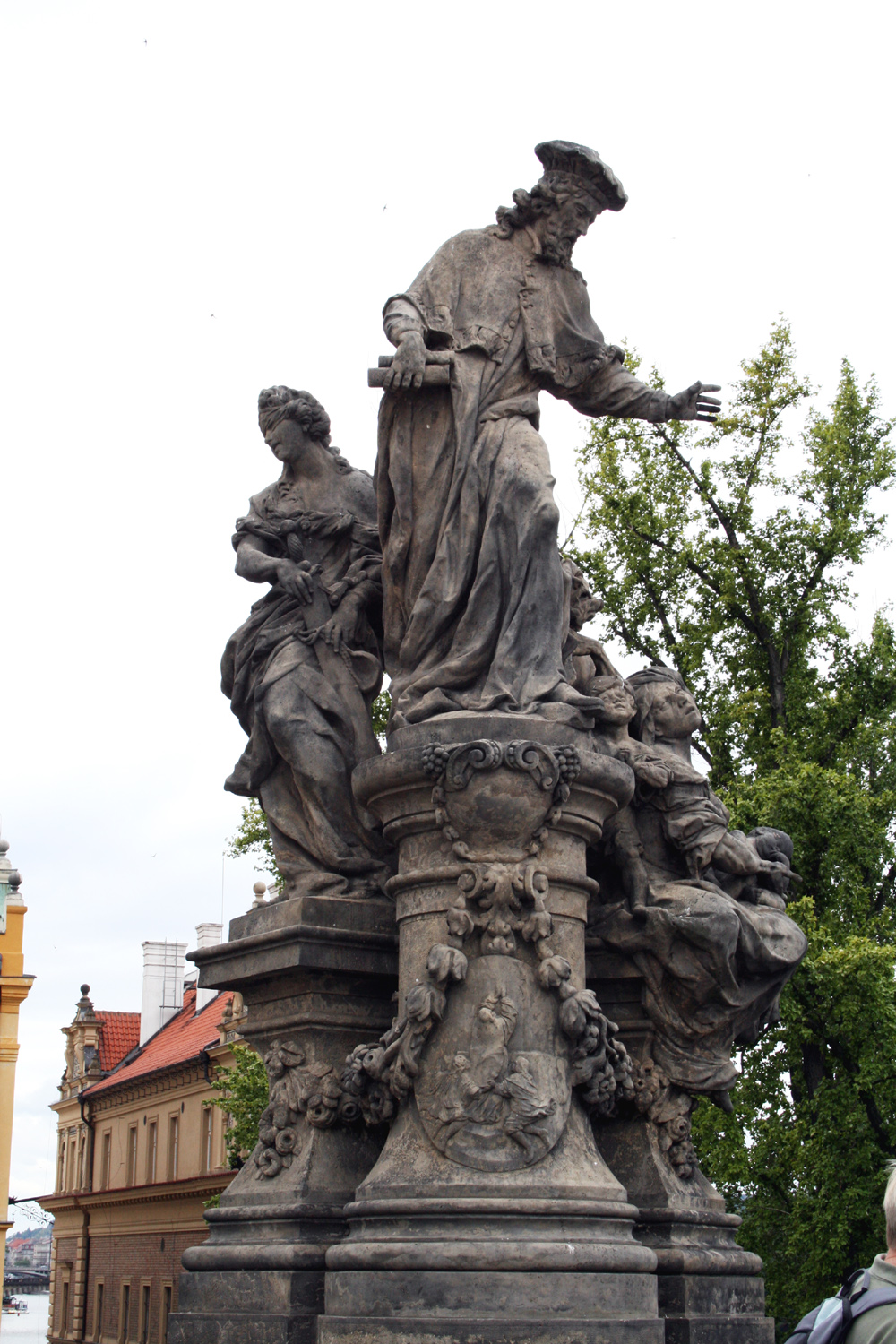
Svatý Ivo (1711), Karlův most
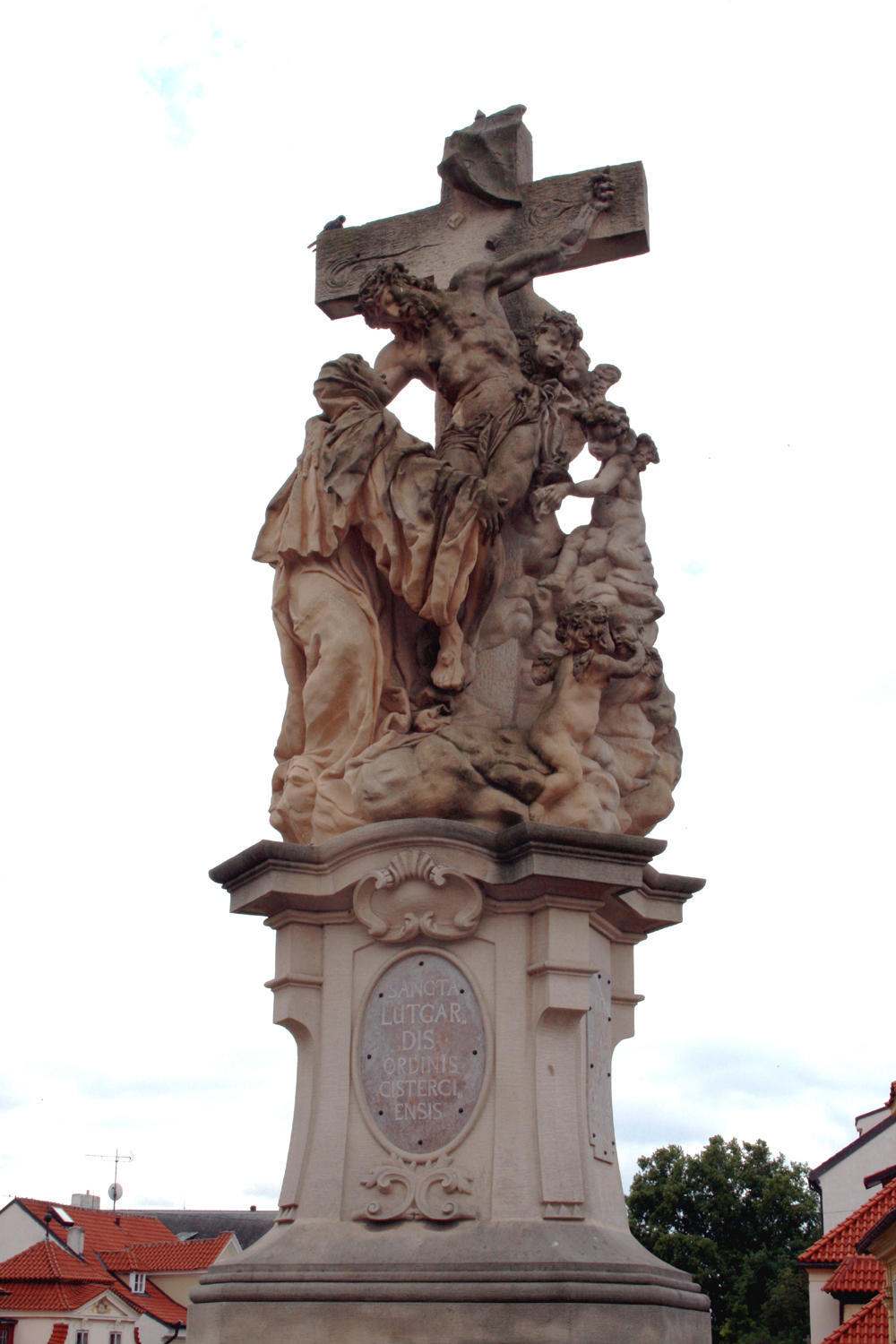
Sen svaté Luitgardy (1710), Karlův most
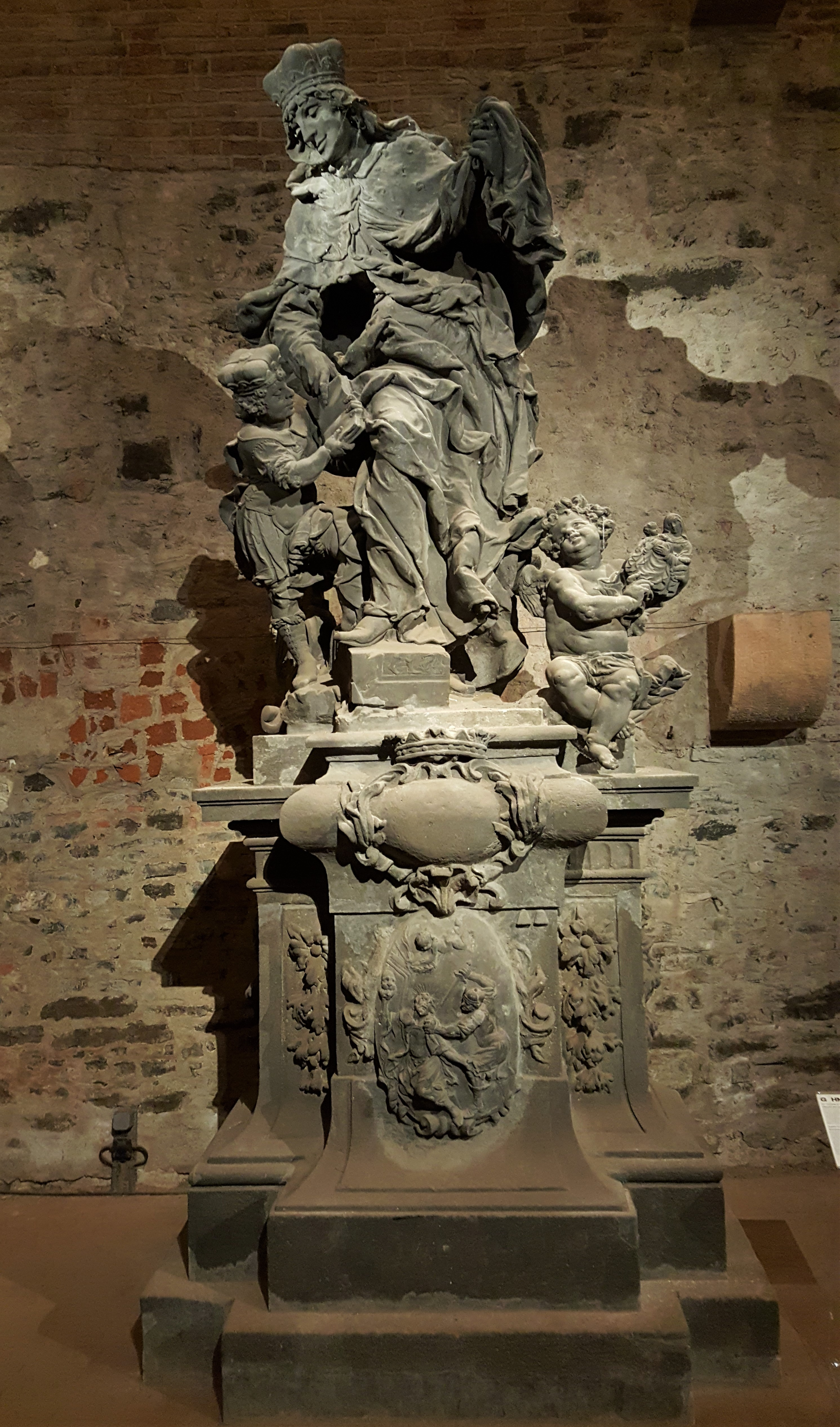
Svatá Ludmila s malým Václavem (kol. 1729). Originál sousoší z pražského Karlova mostu uloženého v kasematech Gorlice na Vyšehradě.
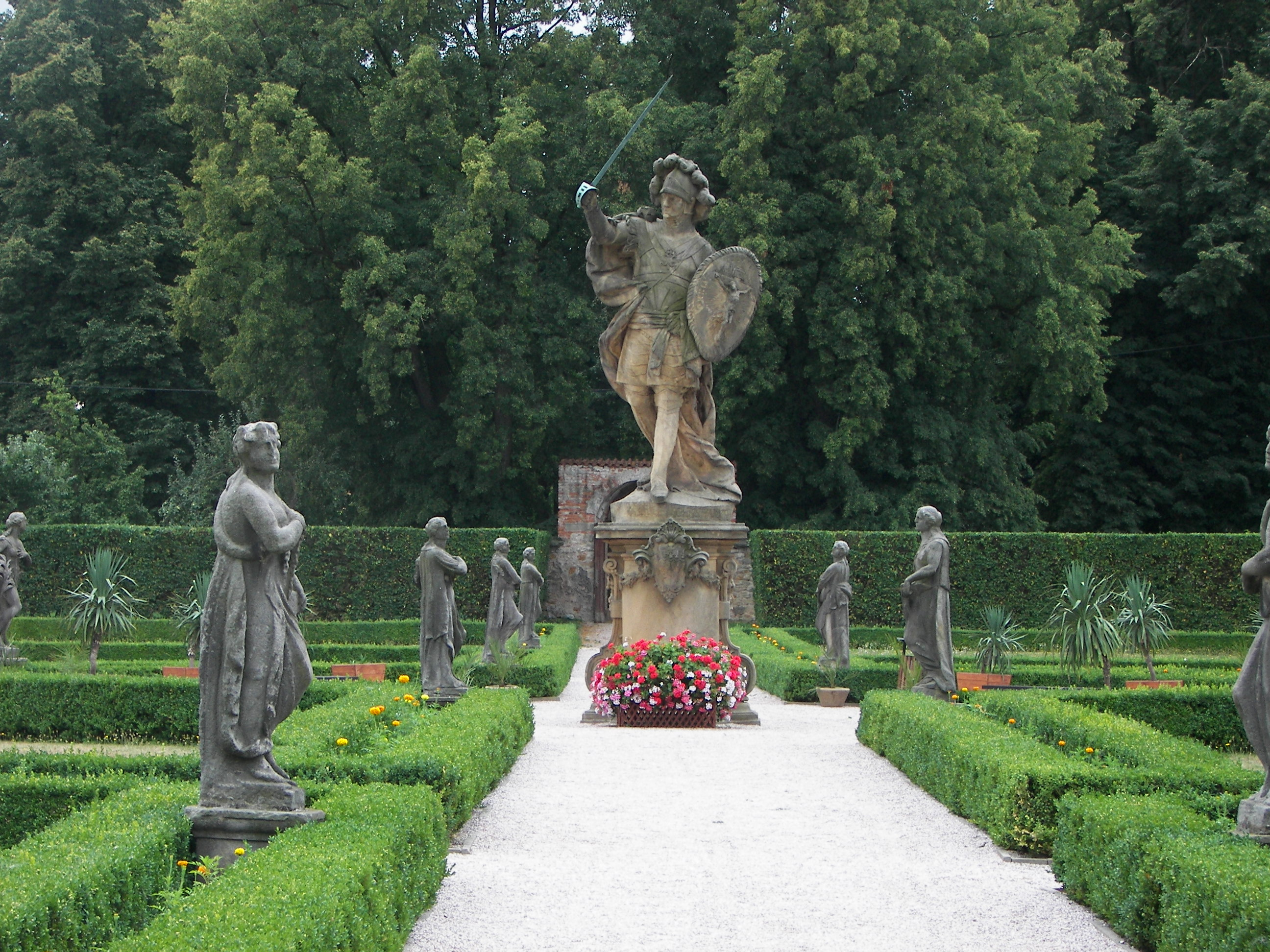
Velký křesťanský bojovník v zahradě hospitalu (1732), Kuks
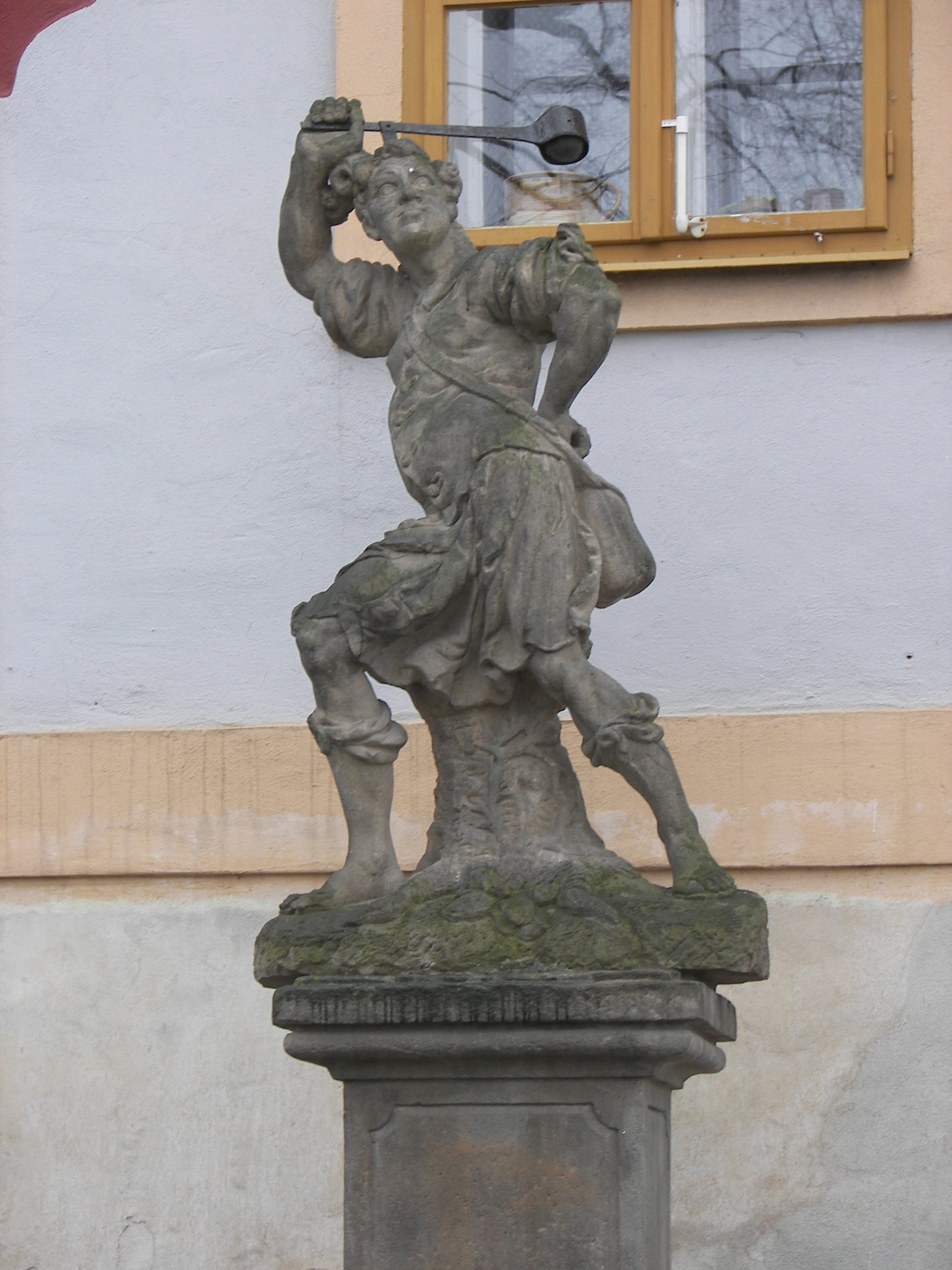
David před Hostincem u Zlatého slunce (1729), Kuks.
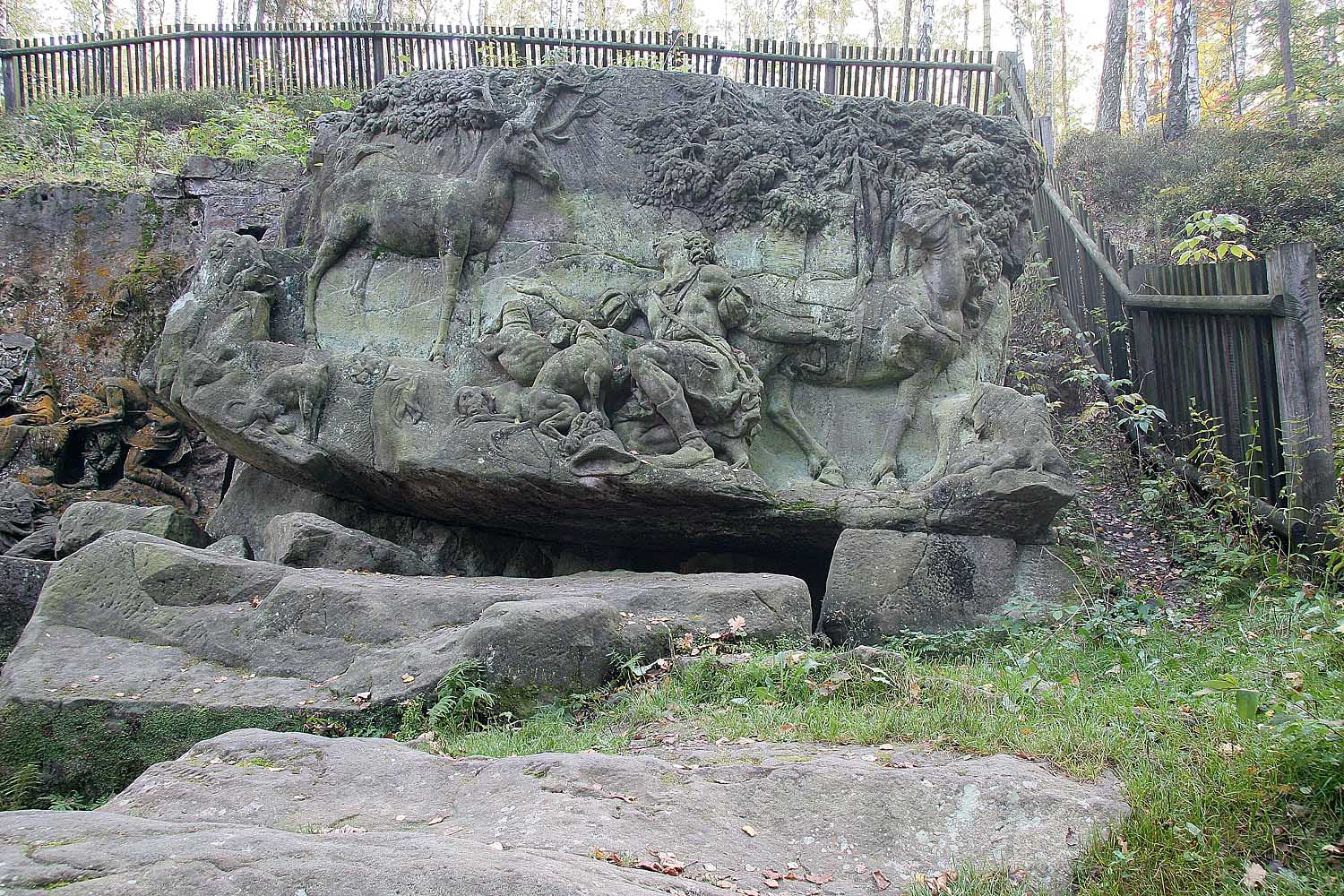
Vidění sv. Huberta v lese Betlém u Kuksu (před 1724).
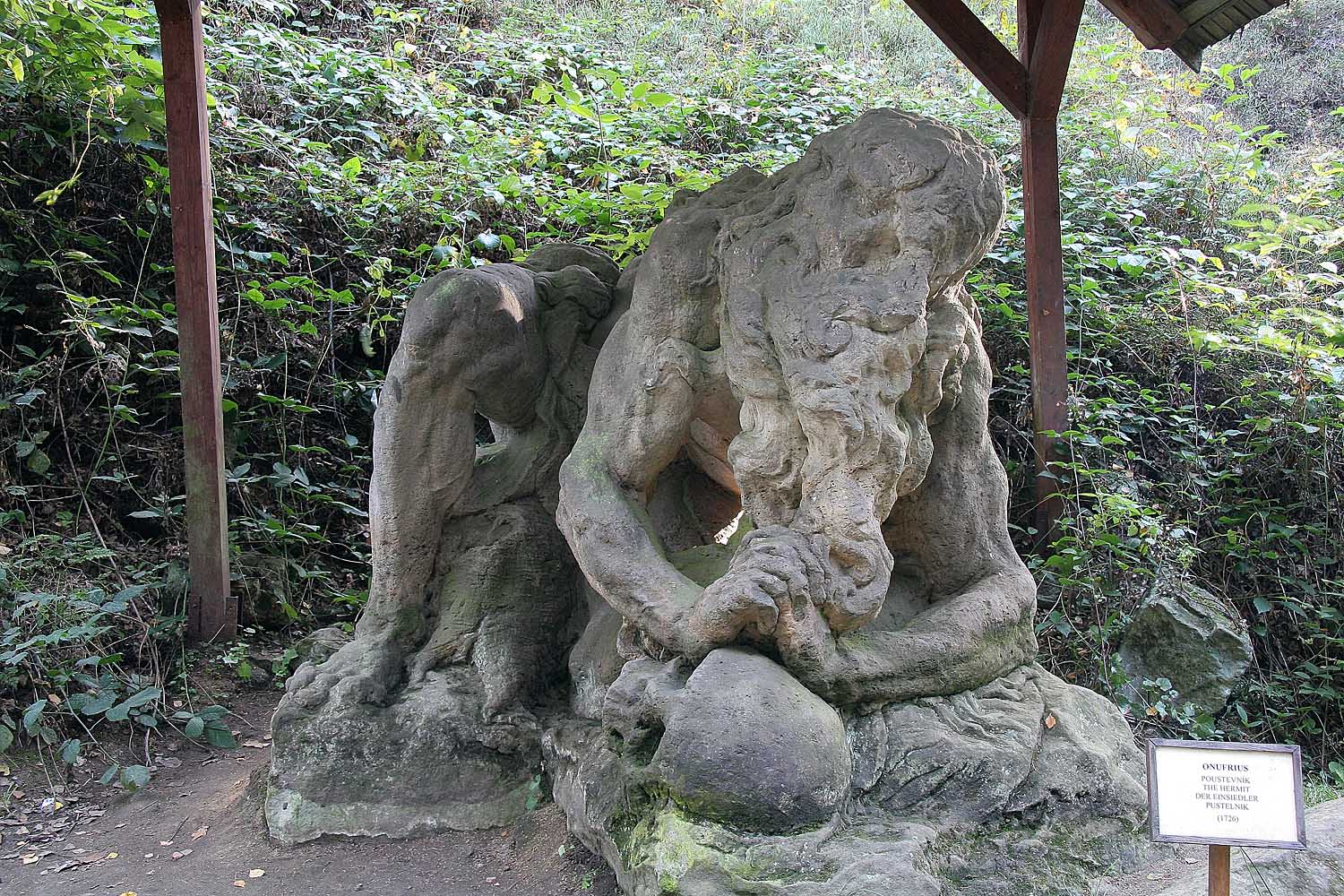
Socha poustevníka Onufria v lese Betlém u Kuksu (1726).
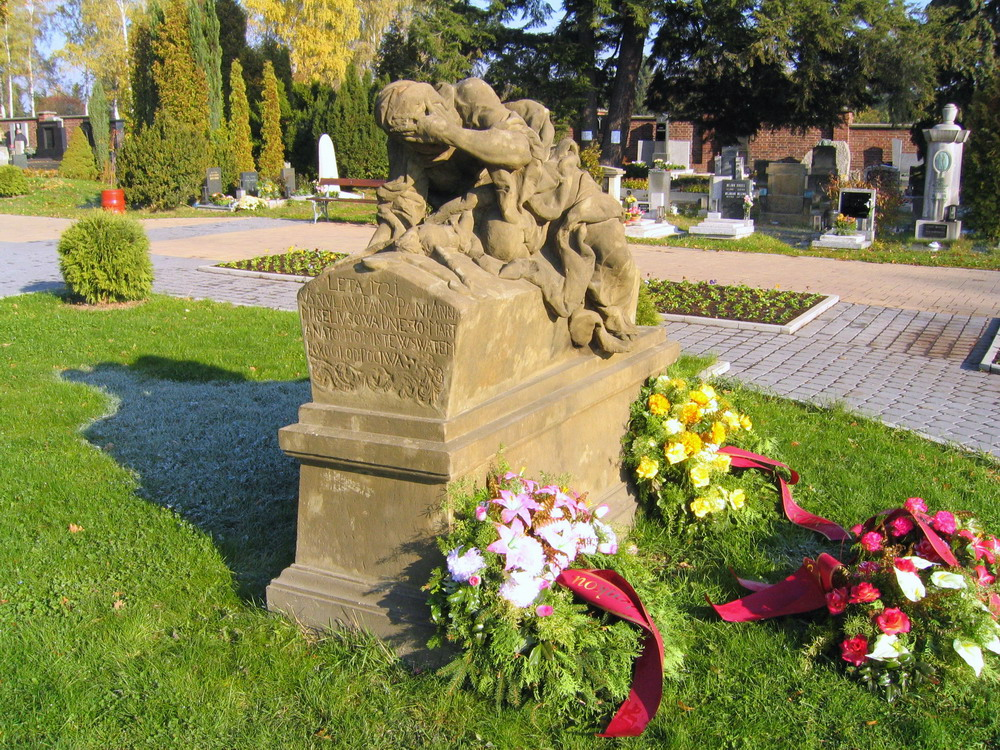
Jaroměř, kopie náhrobku Anny Miseliusové (tchyně M. B. Brauna) (po 1721).
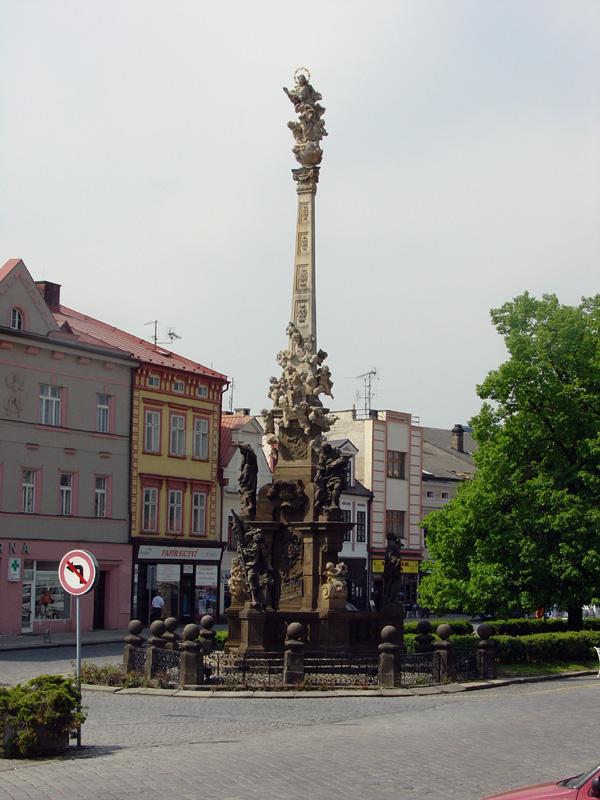
Jaroměř, morový sloup z dílny M. Brauna (1722–1727).
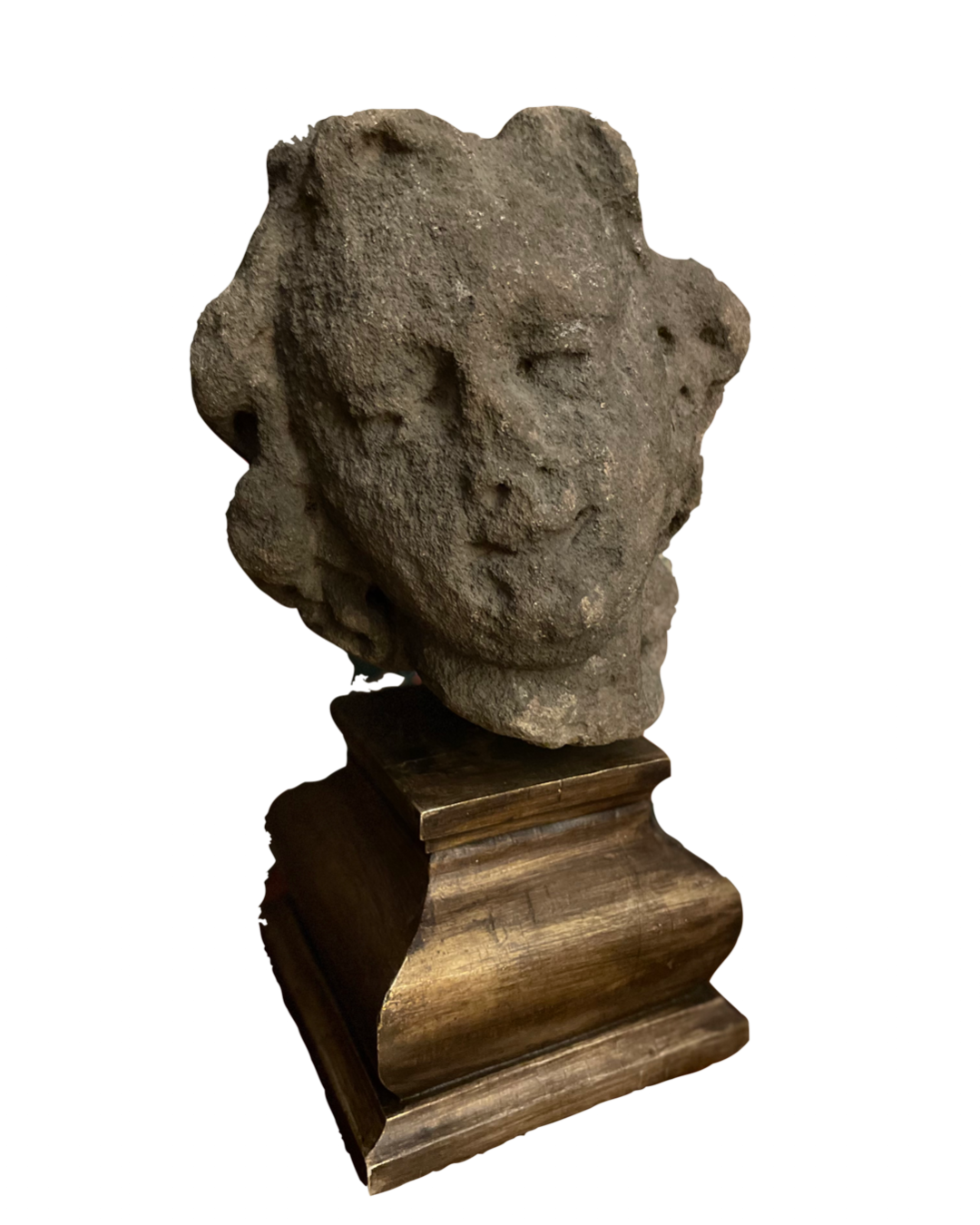
Původní pískovcová socha, velikost 26 cm (bez soklu), vytvořená v letech 1720-1730. Dílo pochází ze sbírky výtvarníka Maxe Švabinského, nyní v soukromé kolekci umění.

## Umělecká díla, inspirovaná životem a dílem umělce
- Berta Laufrová: Kamenná fantazie. Rozhlasová hra, Český rozhlas, 1997, režie: Dimitrij Dudík.[7]